# Michel Souris
Michel Souris est un personnage de fiction de l'univers Disney, créé à l'origine par le scénariste Didier Le Bornec en 2000.
D'après un scénario livré à Disney Hachette Presse le 25 octobre 1999, Michel Souris paraît dans le Journal de Mickey le 8 mars 2000. La bande dessinée de 12 pages s'intitule Le double doublé. Michel Souris (Mickey Mouse en français) est alors un gros rat qui se croit le sosie de Mickey. Cette histoire ne doit pas avoir de suite, mais le caractère fort du personnage s'impose[réf. nécessaire]. Après une nouvelle bande dessinée dans le Journal de Mickey, Michel Souris fait ses débuts dans Mickey Parade en quatrième de couverture, et en cinq pages en tête du magazine avec José Ramón Bernado aux dessins. En 2002, José Antonio González lui succède pour la partie dessin. Au plus fort de sa carrière, Michel Souris avait même sa chronique : Les Bonnes Blagues de Michel Souris. Le personnage disparaît en 2009. Le site inducks.org précise que 128 histoires de Michel Souris ont été produites entre 2000 et 2009.

## Autres scénaristes
Le scénariste Gilles Corre, dit Erroc, créateur de la BD Les Profs, a également réalisé quelques scénarios de Michel Souris dans Mickey Parade, sur des commandes du rédacteur en chef Jean-Luc Cochet. Alain Clément a quant à lui écrit une histoire complète pour Le Journal de Mickey.

## Traductions
Michel Souris a été traduit et publié dans d’autres pays, comme en Grèce, Finlande ou au Brésil dans le magazine Mickey. Et le Centre de recherche sur la bande dessinée de l'université de São Paulo lui a consacré un article sur son site en 2003. Son nom est changé en Rato Michel au Brésil, Marko Rotta en Finlande, Μίκη Πόντικας en Grèce .